# Phaeochrous beccarii
Phaeochrous beccarii là một loài bọ cánh cứng trong họ Hybosoridae. Loài này được Harold miêu tả khoa học năm 1871.